# La Hueria de Carrocera
La Hueria de Carrocera (oficialmente, en asturiano, La Güeria Carrocera) es un valle, cercano a la localidad de El Entrego, en el concejo de San Martín del Rey Aurelio (Asturias).
El topónimo, supraparroquial, se aplica a la parroquia de Cocañín y una parte pequeña de las de Rey Aurelio y Linares. Y tiene su origen en la aldea de La Hueria, en la parroquia de Cocañín.
Anteriormente era conocido como La Hueria o La Güeria de San Andrés.
A lo largo del valle, se suceden distintos pueblos como Carrocera, Perlá, La Casa Nueva, La Rotella o La Encarná.
Recorre el valle el río Silvestre, que en la antigüedad era conocido como río Somero y todavía en el siglo XVI se hablaba de Güeria del Somero, que nace un poco más arriba de El Corvero de la confluencia de dos regueros, uno que viene de la Riega'l Curuxu que baja de La Camperona, El Candanal y que separa Bimenes de San Martín del Rey Aurelio, y otro que es el río Moreúca que nace cerca de La Campa San Juan en el concejo de Bimenes. Tiene su desembocadura en el Nalón, del que es afluente.

## Fechas históricas
- 1878. Creación de la escuela mixta de Cocañín.
- 1897. Comienzo de las labores de extracción de carbón en la Mina de la Encarná.
- 1897. Creación de la nueva escuela de niños de Cocañín.
- 1897. Construcción de la Iglesia de Cocañín bajo la advocación de Santo Toribio de Liébana.
- 1906. Comienzo de la inacabada obra de ferrocarril San Martín-Lieres-Gijón-El Musel.
- 1934. Construcción y apertura de las escuelas de Les Felechoses.
- 1953. Comienza la construcción del Pozo Venturo.
- 1953. Construcción de la Iglesia de Nuestra Señora del Sagrado Corazón en la Villa San José.
- 1991. Cierre del Pozo Venturo

## Personajes Ilustres
- José Mata Castro, también conocido como Comandante Mata.Socialista. (1911-1987)
- Manuel Asur. Escritor en Lengua Asturiana (nacido en 1947)
- Gaspar García Laviana. Sacerdote, poeta y guerrillero Sandinista. (1941-1978)
- Graciano Torre. Alcalde de San Martin del Rey Aurelio (1991-2001), consejero de Trabajo y Promoción de Empleo del Principado de Asturias (2001-2003) y Consejero de Industria y Empleo del Principado de Asturias (2003-2011)
- Severino García Vigón. Expresidente de la Federación Asturiana de Empresarios (FADE)
- Jesús Ramos. Exdirector adjunto del diario deportivo MARCA.

## Bibliografía

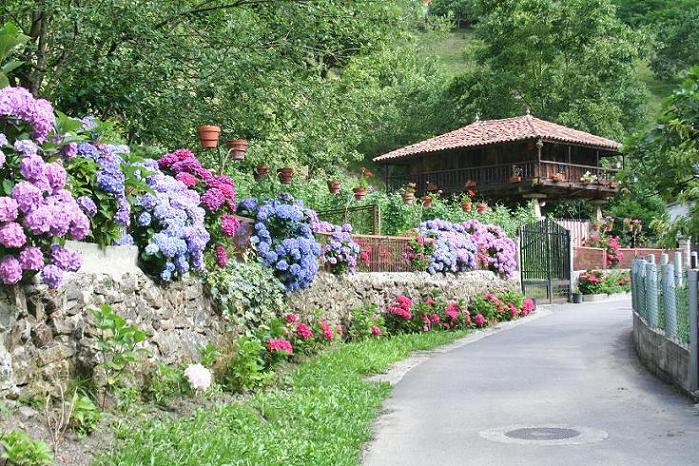
Panera en el pueblo de La Güerta en el verano de 2010